# Harpyionycterini
Harpyionyterini – plemię ssaków z podrodziny Harpyionycterinae w obrębie rodziny rudawkowatych (Pteropodidae).

## Zasięg występowania
Plemię obejmuje gatunki występujące w południowo-wschodniej Azji.

## Podział systematyczny
Do plemienia należą następujące rodzaje:
- Boneia Jentink, 1879 – jedynym przedstawicielem jest Boneia bidens Jentink, 1879 – rudawiec jaskiniowy
- Harpyionycteris O. Thomas, 1896 – harpiolot